# Kalendarium historii Konga

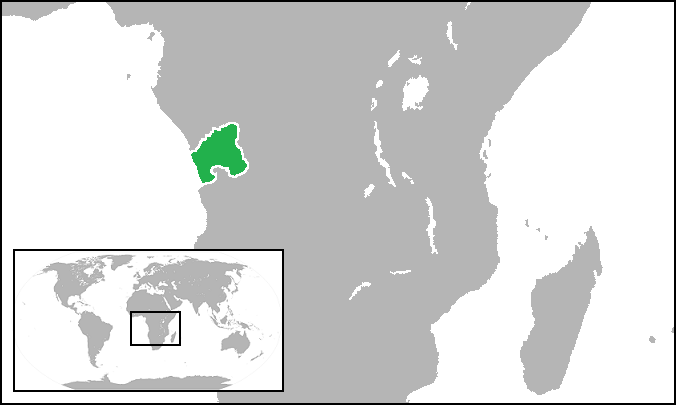
Położenie Królestwa Kongo na mapie Afryki Środkowej

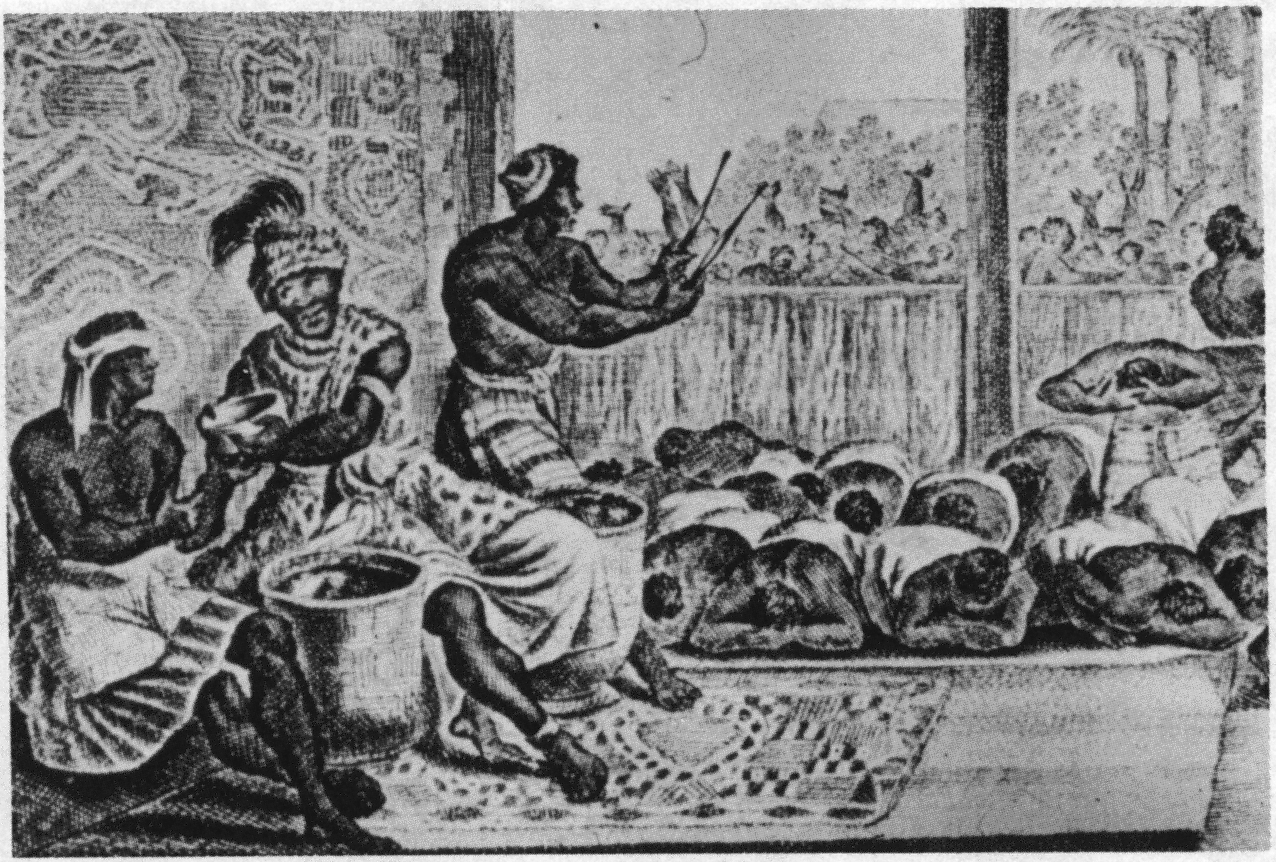
Rycina przedstawiająca dwór królewski z Loango

Kalendarium historii Konga – uporządkowany chronologicznie, począwszy od czasów najdawniejszych aż do współczesności, wykaz dat i wydarzeń z historii Konga.

## Czasy najdawniejsze
- 1482 – portugalski żeglarz Diogo Cão odkrył ujście rzeki Kongo[1]
- XIX w. – zniesiono niewolnictwo na terenie obecnego Konga[1]
- 1880 – Francuzi rozpoczęli badania okolic rzeki Kongo[1]
- 1880 – założono miasto Brazzaville[2]
- 1882 – utworzono kolonię Kongo[1]

## Panowanie francuskie i pierwsze lata niepodległości
- 1884–1885 – w wyniku konferencji berlińskiej Kongo zostało przyznane Francji[1]
- 1891 – utworzono kolonię Kongo Francuskie[1]
- 1903 – Kongo Francuskie zmieniło nazwę na Kongo Środkowe[1]
- 1910 – Kongo znalazło się w składzie Francuskiej Afryki Równikowej[1]
- 1958 – w wyniku referendum Kongo zostało autonomiczną republiką[1]
- 1960 – Kongo ogłosiło niepodległość, przyjmując nazwę Kongo Brazzaville. Prezydentem został Fulbert Youlou[1]
- 1960 – Kongo Brazzaville przyjęto do ONZ[1]

## Rządy marksistowskie

Godło Kongijskiej Partii Pracy

- 1963 – przeprowadzono zamach stanu, władzę przejęli zwolennicy marksizmu z Kongijskiej Partii Pracy (Parti Congolais du Travail, PCT)[1]
- 1969–1977 – rządy prezydenta Mariena Ngouabi[1]
- 1979 – premierem został pułkownik Denis Sassou-Nguesso[1]
- poł. lat 80. – w wyniku kryzysu gospodarczego podjęto pierwsze kroki liberalizujące politykę wewnętrzną[1]
- 1990 – PCT odeszła od ideologii marksistowskiej  i przyjęła kurs socjaldemokratyczny[1]

## Demokratyzacja Konga
- 1990 – zalegalizowano system wielopartyjny[1]
- 1991 – Kongo Brazzaville zmieniło nazwę na Republikę Kongo[1]
- 1992 – uchwalono nową konstytucję oraz zorganizowano wybory prezydenckie i parlamentarne. Wybory parlamentarne wygrał Panafrykańska Unia na rzecz Socjaldemokracji (Union panafricaine pour la démocratie sociale, UPADS), zaś prezydentem został Pascal Lissouba[1]
- 1997–1999 – wybuch wojny domowej pomiędzy siłami rządowymi a wojskami gen. Sassou-Nugesso. Do wojny domowej dołączyli żołnierze UNITA (wsparcie dla strony rządowej) oraz Angola (wsparcie dla generała). W wyniku wojny domowej władzę przejął Sassou-Nguesso[1]
- 1999 – podpisano układ pokojowy pomiędzy wojskami rządowymi a wojskami generała Sassou-Nugesso[1]
- 2000 – oficjalnie zakończono wojnę domową[1]